# Joint strike fighter
Pour les articles homonymes, voir JSF.

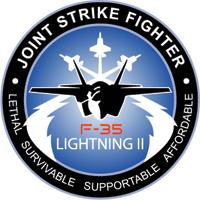
Logo actuel du programme JSF

Le Joint strike fighter (JSF), en français Chasseur et bombardier développés conjointement, est un programme de recherche aéronautique mené par le gouvernement des États-Unis d’Amérique depuis 1993-1994 en vue de développer un avion de combat multirôle de nouvelle génération destiné à remplacer une grande partie des avions de chasse, de combat et d’attaque au sol en service aux États-Unis, au Royaume-Uni, au Canada et dans d'autres pays adhérents de l'OTAN.
Afin de sélectionner le meilleur appareil, les autorités américaines ont organisé une campagne de vols d'essais comparatifs, à l'issue de laquelle l'avion expérimental Lockheed Martin X-35 (X-35) est préféré au X-32 de Boeing. L'avionneur Lockheed Martin est donc chargé de poursuivre le développement de l’appareil.
La version de série est le Lockheed Martin F-35 Lightning II, plus connu sous le nom de F-35 Lightning II.
À l'issue de ce programme dont l'issue est repoussée d'année en année, le F-35 devrait remplacer tous les modèles de chasseurs-bombardiers de l'US Air Force, entre autres les F-16 et A-10 de l’US Air Force, les F/A-18 de l'US Navy, les F/A-18 et AV-8B Harrier II de l'US Marine Corps, les Harrier GR7 et GR9 britanniques ainsi que les CF-18 canadiens.

## Historique du programme JSF

### Origines

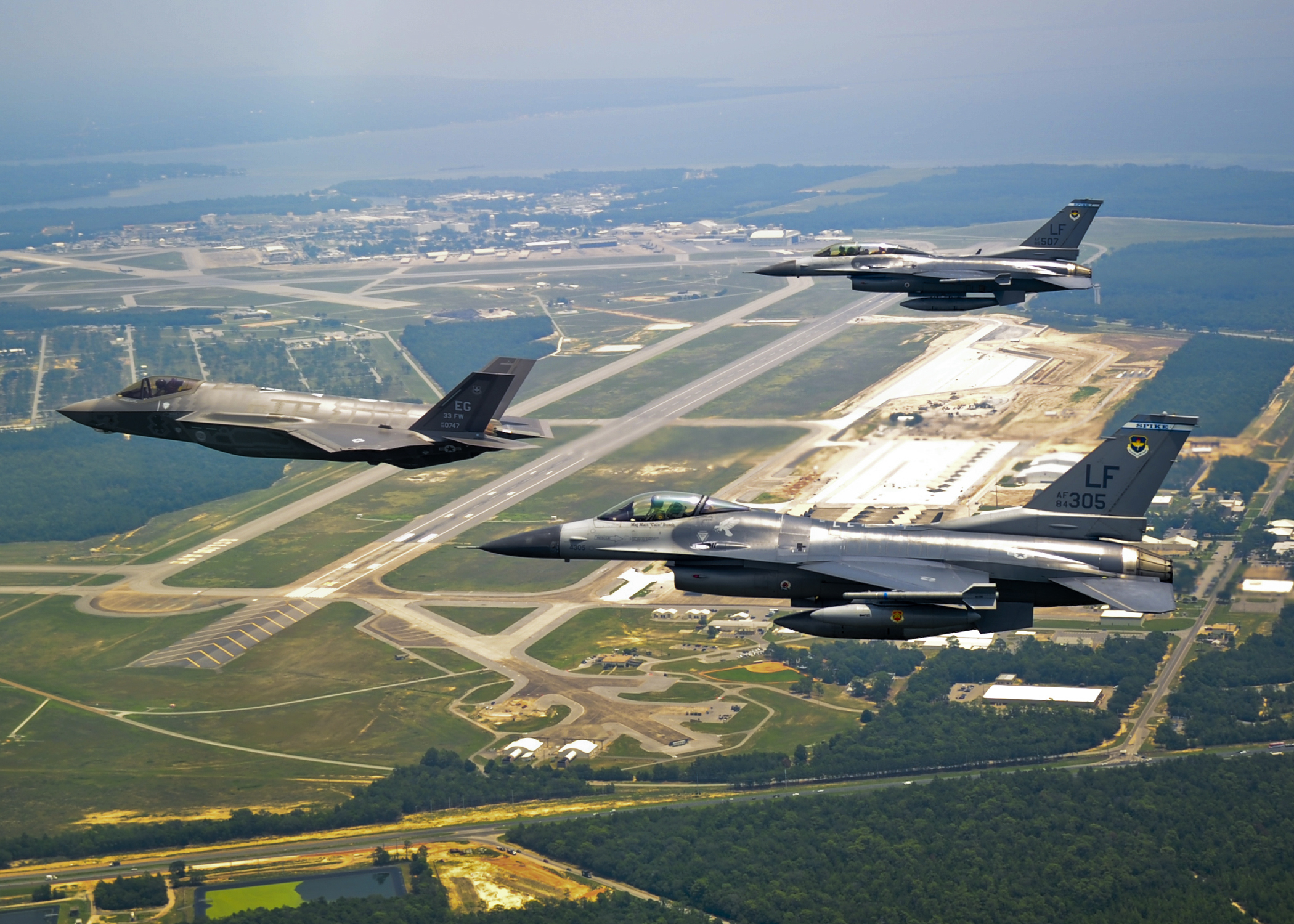
Des F-16 en compagnie de l'appareil destiné à les remplacer

Dans les années 1980, l'US Air Force teste en vol une version agrandie du F-16 baptisée Agile Falcon et continue de s'intéresser à d'autres projets afin de trouver l'appareil qui constituerait l'ossature de son aviation de chasse du XXIe siècle. En 1992, après que Paul Bevilaqua (en), ingénieur chez Lockheed Martin, eut convaincu l'Air Force qu'une version du JSF dépourvue de son système de décollage vertical pourrait représenter un complément utile au F-22, l'US Air Force et l'US Marine Corps s'entendent pour développer conjointement un avion de combat léger et économique et la DARPA se voit confier la responsabilité du programme,. Le but du projet, baptisé CALF (Common Affordable Lightweight Fighter), est de développer un avion de combat multi-rôle pour succéder au F-16 Fighting Falcon. L'appareil doit aussi être capable de décoller et atterrir à la verticale afin de lui permettre d'être embarqué sur les porte-aéronefs de l'US Marine Corps.
En 1993, un rapport du département de la Défense des États-Unis demande à l'US Navy, alors engagée dans le programme A/F-X, de rejoindre le programme CALF. Le même rapport demande au Pentagone de poursuivre le développement du F-22 Raptor et du F/A-18E/F Super Hornet mais d'annuler le programme MRF (Multi-Role Fighter) et de réduire les commandes de F-16 et F/A-18C/D.
À la suite de ces recommandations, les projets des trois armes sont fusionnés. Le programme commun résultant, baptisé JAST (Joint Advanced Strike Technology),, est officiellement lancé le 27 janvier 1994 dans le but de développer la cellule, la motorisation et le système d’arme d’un appareil de nouvelle génération apte à constituer l'ossature de la flotte d'avions de combat américaine du début du XXIe siècle.
En novembre 1995, le Royaume-Uni, anticipant le remplacement de la flotte d'avions de combat de la Royal Air Force, signe un accord bilatéral avec les États-Unis d'Amérique, devenant ainsi partenaire du programme. Les Britanniques s'engagent à investir 200 million de $ dans la première phase du projet, soit 10 % du budget alloué au développement  du démonstrateur technologique,. Côté britannique le programme est baptisé Joint Combat Aircraft (en).
En 1996, le ministère de la Défense du Royaume-Uni lance le programme FCBA (Future Carrier Borne Aircraft) visant à trouver un remplaçant à ses Sea Harrier et Harrier GR7 et GR9. La Royal Navy se montrant intéressée par les versions embarquées et VTOL du JSF, le programme FCBA est intégré au programme Joint Combat Aircraft.
En 1997, c'est au tour du Canada d'investir 10 millions de $ dans le programme. Cet investissement permet au gouvernement canadien de participer aux décisions visant à choisir le vainqueur de la compétition opposant Boeing et son X-32 au X-35 de Lockheed Martin .
De nombreux avionneurs, parmi lesquels Boeing, Lockheed Martin et McDonnell Douglas, soumettent leur projet au département de la Défense des États-Unis  qui a pour mission de sélectionner les deux propositions les plus crédibles.

### La compétition JSF

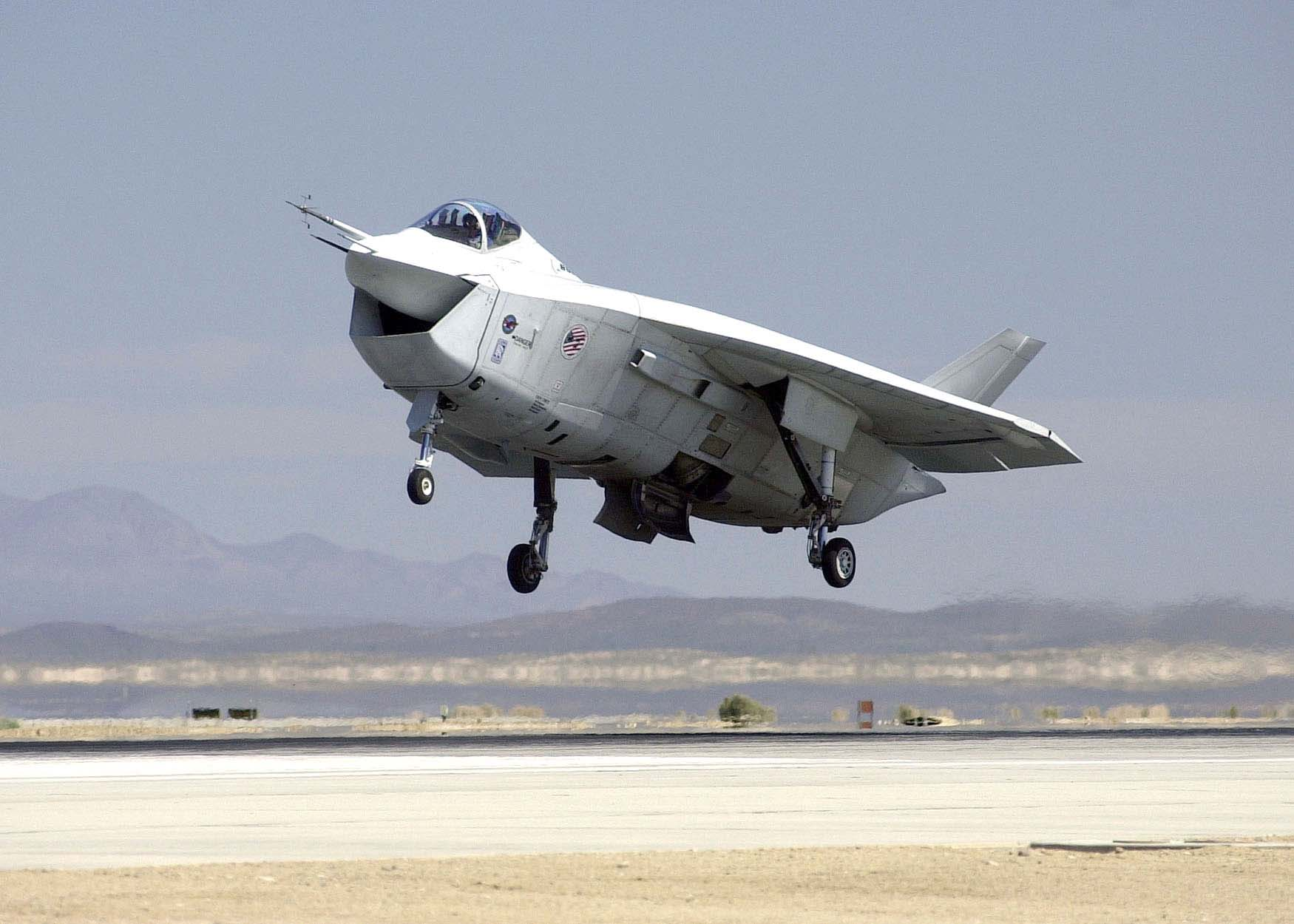
Le Boeing X-32, concurrent malheureux du programme JSF

Le 16 novembre 1996, le département de la Défense des États-Unis  écarte le projet de McDonnell Douglas, jugé trop complexe à développer, et retient les projets de Boeing et Lockheed Martin. Les deux firmes se voient donc accorder chacune un contrat de 750 millions de $ pour la conception et la production de deux prototypes ainsi que pour le développement de l'avionique et du système d'arme de la version de série. L'un des appareils doit être à décollage conventionnel et doté des équipements lui permettant d'être embarqué sur porte-avions tandis que le deuxième prototype doit être représentatif de la version VTOL.
Une des particularités du contrat est l'interdiction faite aux deux compétiteurs d'utiliser leurs fonds propres pour le développement de leurs projets. Cette mesure a aussi été prise afin d'éviter qu'une des firmes ne se mette en difficulté financière après avoir investi trop d'argent afin de remporter la compétition.
Durant la phase de définition du concept, deux prototypes de Lockheed Martin participent à une série d’essais en vol. Le premier prototype désigné X-35A est représentatif de la version conventionnelle destinée, entre autres, à l'US Air Force. Après une première campagne d'essai, l'appareil est renvoyé dans les ateliers de Lockheed Martin pour y être converti en X-35B, doté de capacités VTOL. Le second prototype, représentatif de la version embarquée X-35C, est équipé d'une aile de plus grande envergure.
Lors de l'un des vols effectué durant la phase finale de sélection du programme JSF, le X-35 en version VTOL décolle en moins de 150 m, effectue un vol supersonique avant d'atterrir à la verticale. Le X-32 de Boeing s'avère de son côté incapable de concilier à fois capacités VTOL et vol supersonique,.

### Résultats de la compétition

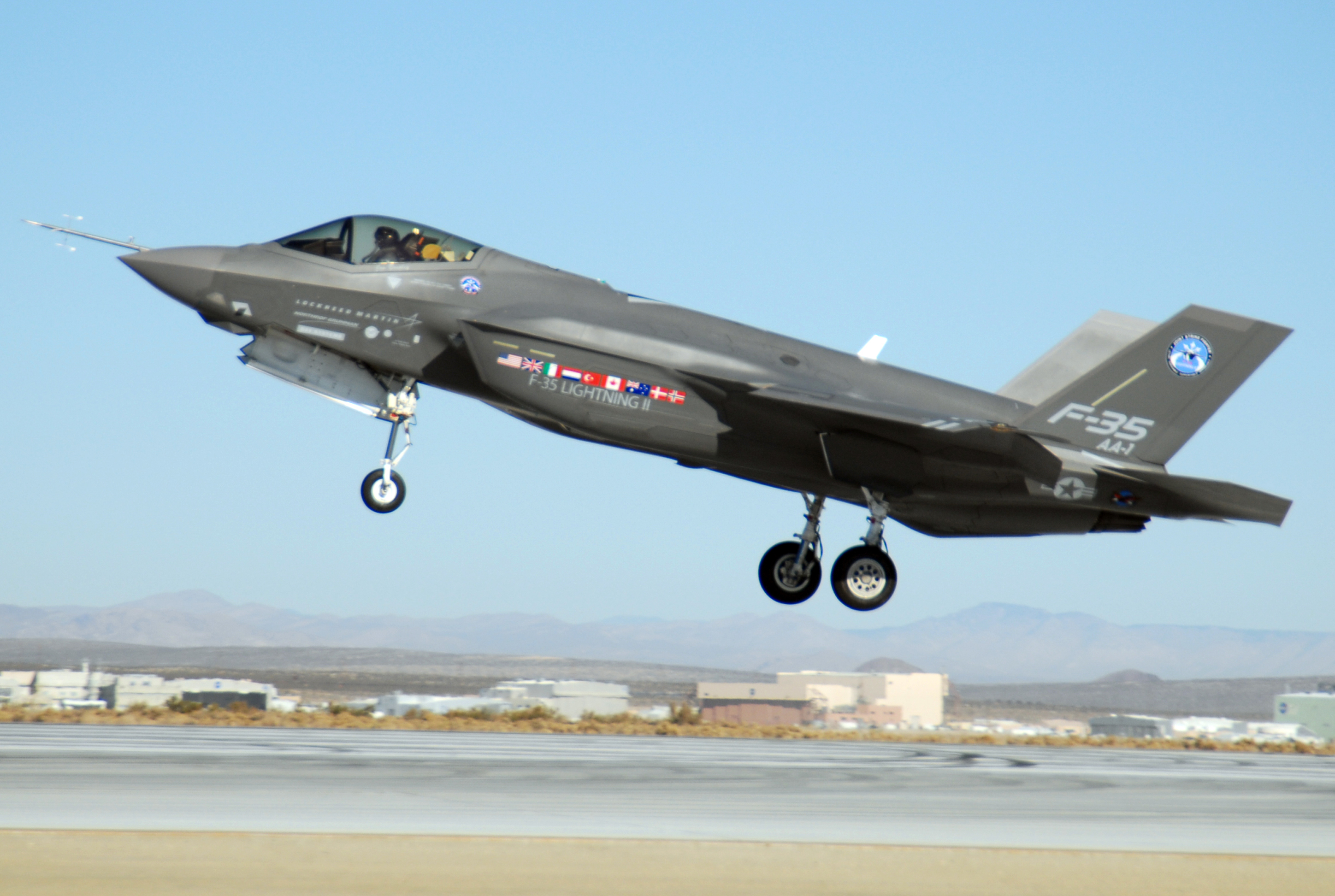
Le prototype AA-1 du F-35, version de série du JSF.

Le 26 octobre 2001, le X-35 est sélectionné au détriment du projet de Boeing et Lockheed Martin se voit donc attribuer un contrat pour réaliser la phase finale du programme JSF : le développement et les essais en vol d'un appareil représentatif de la version de série.
Une des raisons principales de ce choix semble être liée au dispositif de décollage et d'atterrissage vertical retenu, le département de la Défense jugeant que le gain en performance offert par le système de Lockheed Martin compense sa complexité et les risques technologiques qu'il engendre. De plus, à l'approche du sol, les gaz d'échappement du X-32B sont refoulés dans les tuyères, ce qui engendre des surchauffes et des pertes de poussée.
Selon les autorités du département de la Défense des États-Unis et le ministre de la défense britannique William Bach, bien que les deux appareils respectent ou dépassent les exigences du programme JSF, le X-35 surclasse le X-32 dans tous les domaines[citation nécessaire].

## Partenaires industriels
Au fil des années d'autres pays, désirant renouveler leur flotte d'avions de combat, se montrèrent intéressés par l'appareil et devinrent partenaires du programme JSF. En participant à son financement les gouvernements de ces pays espèrent pouvoir profiter des retombées économiques de la production de plusieurs milliers d'appareils.

### Trois niveaux de partenariat
- Premier niveau

Pays participant à la fabrication de l'appareil F-35
Client principal: USA
Premier niveau: GBR
Deuxième niveau: ITA • NLD
Troisième niveau: AUS • CAN • DNK • NOR
Pays associés au programme: ISR • SGP
Participants étrangers aux ventes militaires: BEL • FIN • JPN • KOR • POL

  - Royaume-Uni : la société britannique BAE Systems est chargée de la conception et de la fabrication du fuselage arrière (y compris les dérives et ailerons) et d'une grande partie de l'électronique de bord; de son côté, Rolls-Royce fournit la soufflante du F-35B et travaille avec General Electric sur le réacteur F-136.

- Deuxième niveau
  - Italie : l'Italie devrait être chargée de l'assemblage de tous les F-35 destinés à des pays européens, dans une nouvelle usine, et la firme Alenia Aeronautica fournira à terme la moitié des voilures destinées à l'ensemble de la production.
  - Pays-Bas

- Troisième niveau
  - Canada
  - Turquie Le 17 juillet 2019 les États-Unis excluent du programme la Turquie[10].
  - Australie
  - Norvège
  - Danemark

- Pays associés au programme :
  - Israël
  - Singapour

### Des retours limités, selon un rapport européen officiel
Les règles établies pour le programme JSF visaient à éviter les dysfonctionnements rencontrés lors des précédents programmes européens, dont celui de l'Eurofighter. Néanmoins le Rapport UEO sur « Le programme européen d’acquisition de technologie (ETAP) » présenté en 2005 reproche aux États-Unis d'avoir volontairement déséquilibré en leur faveur les retombées économiques du projet.

## Difficultés du programme

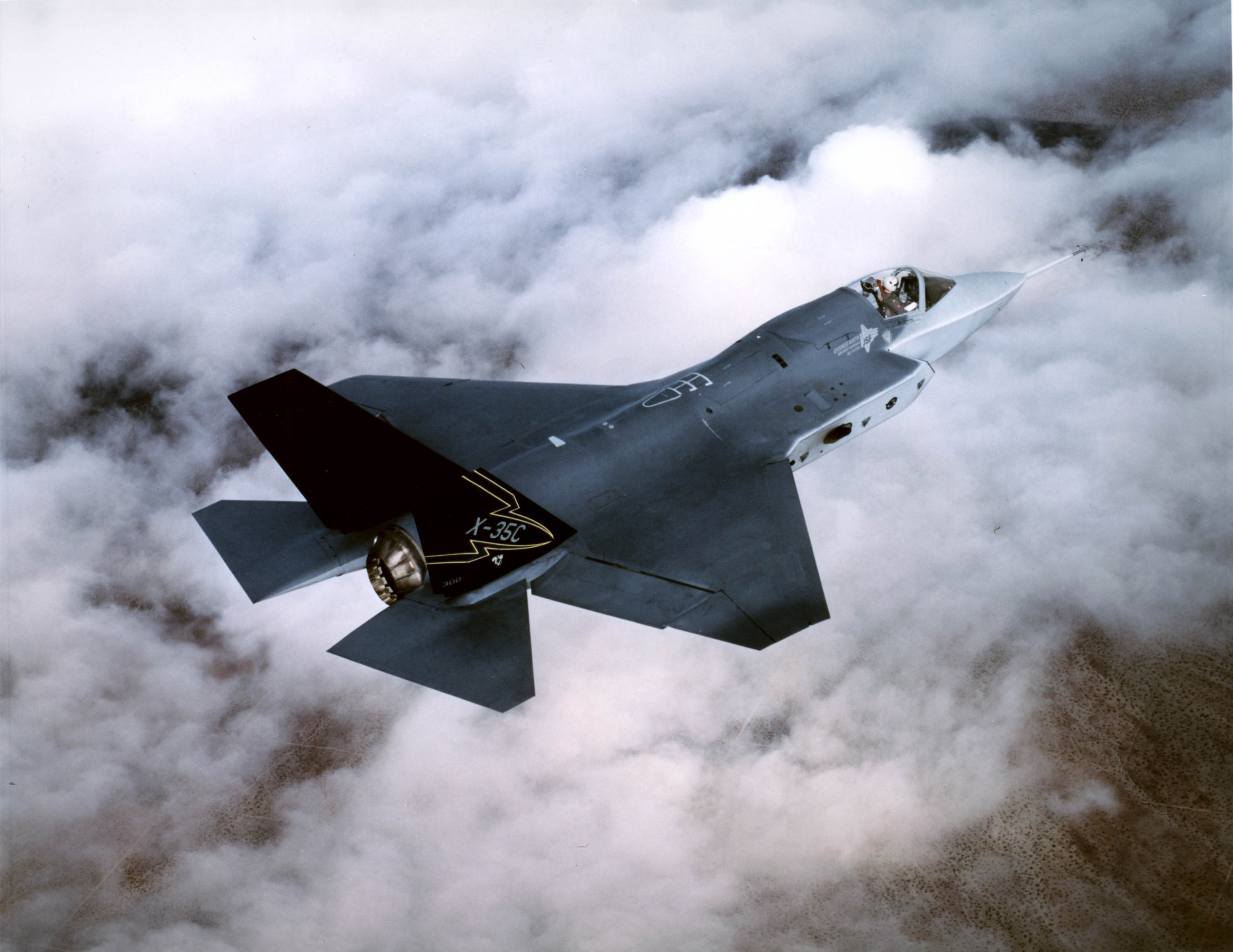
Le X-35, Joint Strike Fighter de Lockheed Martin, est sur le point de terminer ses essais en vol à la base aérienne d'Edwards, en Californie, en 2001. Le JSF est construit en trois variantes : un avion à décollage et atterrissage conventionnels (CTOL) pour l'US Air Force ; une variante embarquée (CV) pour l'US Navy ; et un avion à décollage court et atterrissage vertical (STOVL) pour le US Marine Corps et la Royal Navy.

### Présomption d'espionnage
En avril 2009, le Wall Street Journal révèle que des virus informatiques, apparemment développés en Chine, ont réussi à pénétrer le réseau informatique du programme et à dérober plusieurs térabits d'informations classifiées concernant le système d'armes de l'appareil et les techniques de furtivité utilisées. La connaissance de certaines caractéristiques du JSF permet à un adversaire potentiel de développer des systèmes de contre-mesure diminuant grandement les capacités de l'appareil

### Envolée des coûts et retards de production
Le 1er février 2010, le secrétaire de la défense Robert Gates annonce qu'à la suite de nombreux retards dans le développement du JSF, le Major General David R. Heinz se voit retirer la responsabilité du projet. De son côté, Lockheed Martin se voit refuser l'attribution des 614 millions de $ de bonus qui devaient lui être versés si le programme était mené dans les temps.
Le 16 février 2010, Bill Lynn, secrétaire de la Défense en second, annonce que le programme subira un retard d'une année. Selon certaines estimations, les dépassements de budgets pourraient amener le coût total du programme à 388 milliards de $, soit une hausse de 50 %  par rapport au coût initialement prévu.
Selon le Government Accountability Office, le coût des F-35A est passé de 50 millions de dollars en 2002 à 69 millions de dollars en 2007 et finalement 74 millions de dollars en 2010 (mesurés à dollars "constants"). La plupart des difficultés financières et techniques auxquelles est confronté Lockheed Martin sont dues aux difficultés de développement de la version STOVL de l'appareil, initialement demandée par l'US Marine Corps.
Le 11 mars 2010, la commission des forces armées du Sénat des États-Unis étudie, lors d'une réunion avec des responsables du Pentagone, l'avancement du programme JSF et rappellent l'importance d'une réduction drastique et immédiate des coûts du projet sous peine de son annulation pure et simple par le Congrès en vertu de l'amendement Nunn-McCurdy,.

### Inquiétudes sur les capacités réelles de l'appareil
En août 2000, la RAND Corporation mène une étude simulant un conflit opposant des appareils de combat de type JSF à un adversaire équipé d'avion Soukhoi de génération précédente. Le rapport conclut qu'en situation d'infériorité numérique, le JSF, si évolué technologiquement qu'il soit, a de très fortes chances d'être dominé par ses adversaires. Les conclusions de cette étude sont reprises dans les médias et le ministre de la défense australien Joel Fitzgibbon demande que le département de la défense de son pays mène une enquête poussée sur l'étude de la RAND Corporation. La conclusion est que le but de l'étude est d'obtenir une simulation de conflit à une échelle stratégique et ne tient donc pas compte des performances réelles du F-35,.
De son côté, le major Richard Koch, commandant de la section Supériorité aérienne de l'Air Combat Command, aurait confié « avoir des sueurs froides à l'idée que le F-35 puisse prendre l'air en n'emportant que deux missiles air-air ».